# Oman Air

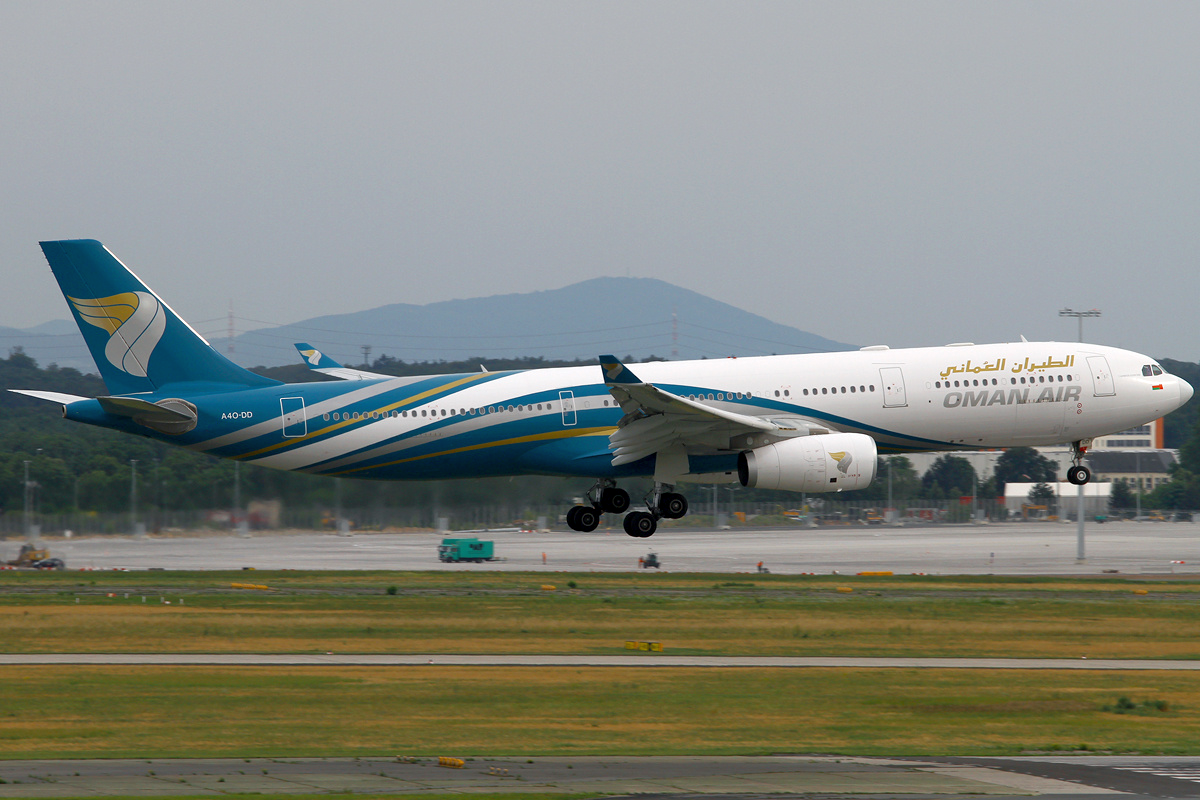
Airbus A330

Oman Air (араб. الطيران العماني) — флагманський авіаперевізник Оману, штаб-квартира в Маскаті. Авіакомпанія виконує регулярні внутрішні та міжнародні пасажирські перевезення, а також чартерні рейси. Базовий аеропорт авіакомпанії — міжнародний Аеропорт Маскат.
Oman Air — член Організації арабських авіакомпаній (AACO), IATA і ICAO.

## Історія
Авіакомпанія була заснована в 1970 році і іменувалася як Oman International Services. У 1981 році Oman Aviation Services стала акціонерним товариством. Було придбано 13 літаків у Gulf Air. Літаки Fokker F27-600 були замінені на нові F27-500. У 1993 створена Oman Air.
10 березня 2010 року перша в світі авіакомпанія запропонувала своїм пасажирам користування бездротовими пристроями зв'язку на борту і Wi-fi Інтернетом.

## Флот
Повітряний флот авіакомпанії Oman Air складається з таких суден (на серпень 2023 року)